# آوگوست ماکه
آوگوست ماکه (به آلمانی: August Macke) (زاده مشده، آلمان، سوم ژانویه ۱۸۸۷ – درگذشته ۲۶ سپتامبر ۱۹۱۴، شامپانی، فرانسه) یکی از نقاشان به نام آلمانی و چهره‌های برجستهٔ گروه سوارکار آبی بود. با وجود عمر کوتاه آثار وی تأثیر زیادی بر هنر مدرن نهادند.

## آغاز زندگی

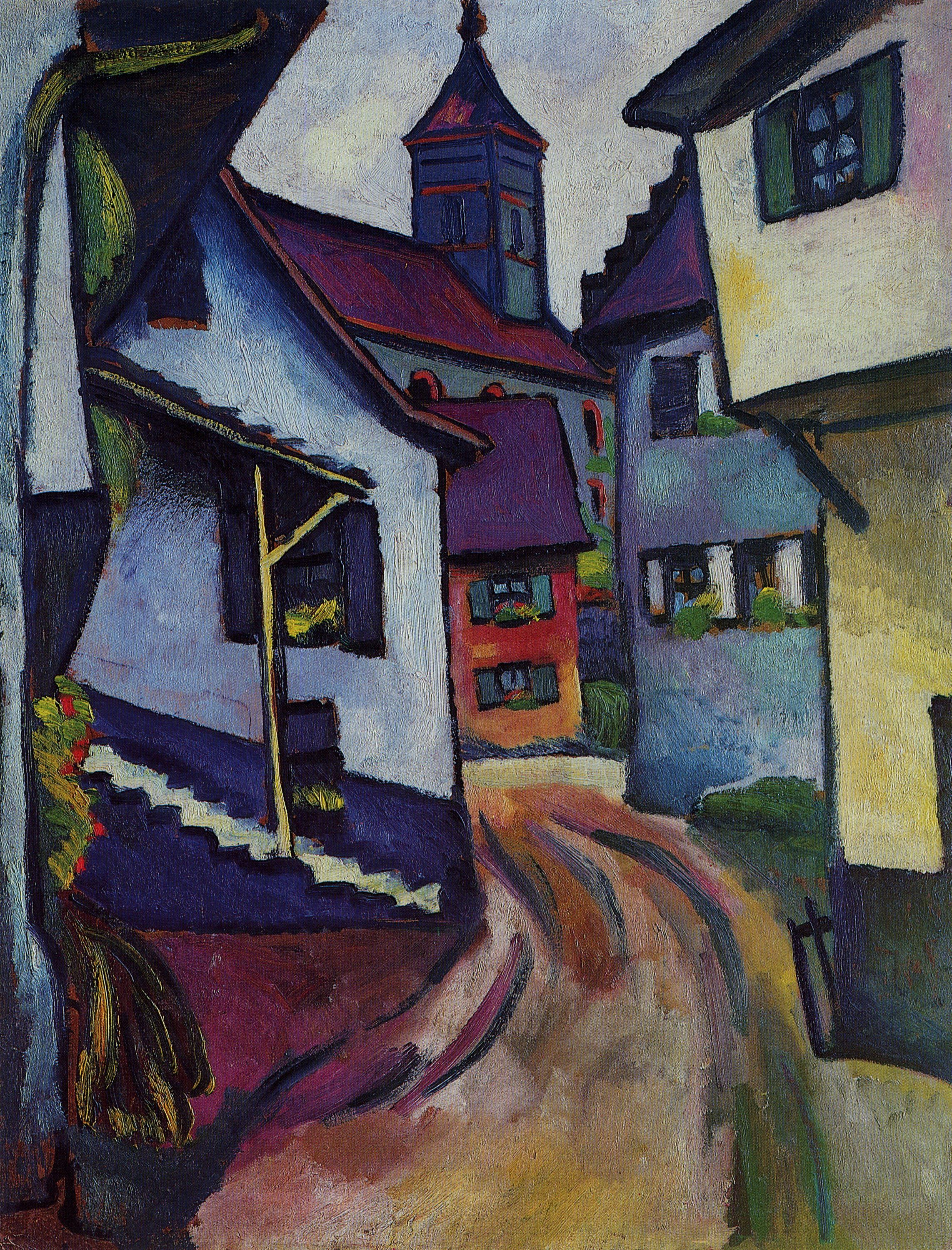
نقاشی خیابان با کلیسا در کاندرناثر آوگوست ماکهسال 1911
سبک اکسپرسیونیسم

او در سوم ژانویه ۱۸۸۷ در مشده، نوردراین-وستفالن متولد شد. خانوادهٔ وی مدتی پس از تولد او به کلن رفتند. دبستان را او در کلن گذارند و پس از آن خانوادهٔ او به بن نقل مکان کردند. او در بن به سال ۱۹۰۰ به دبیرستان رفت. در دبیرستان بود که به قدرت هنری خود پی برد و با دختری جوان به نام الیزابت گرهارت آشنا شد. خانوادهٔ این دختر از وی در طول زندگی بسیار حمایت نمودند. از این دختر که بعدها همسر آینده او می‌شود، ۲۰۰ طرح و نقاشی توسط ماکه انجام گرفته‌است.
در ۱۷ سالگی برخلاف خواست پدرش به آکادمی سلطنتی دوسلدرف رفته و به تحصیل هنرهای تجسمی پرداخت. با مطالعه و تحقیق به شگردهای نقاشان به نام زمان خود آشنا شد و در طول این زمان از موزه‌ها و گالری‌های گوناگون در سراسر اروپا بازدید نمود. در پاریس او با دو استاد متاخر هنر امپرسونیسم (پل گوگن و پل سزان) دیدار کرد، که در آیندهٔ هنری وی تأثیر شگرفی گذاشت.

## سفر به مونیخ
او در سال ۱۹۱۱ به مونیخ که مرکز اکسپرسیونیسم در اروپا بود، می‌رود و در کنار پل کله، واسیلی کاندینسکی و الکسی یاولنسکی گروه سوارکار آبی را تشکیل می‌دهد. این گروه با وجود عمر کوتاه خود تأثیر بسیاری در هنر نقاشی پس از خود گذاشت.

## سفر به تونس
آوگوست ماکه در اوایل سال ۱۹۱۴ به همراه دوستانش پل کله و لویی مولیه به تونس سفر می‌کند، در این سفر وی ۳۸ تابلوی آبرنگ و بیش از ۱۰۰ طرح را به وجود آورد.

## مرگ
با شروع جنگ‌جهانی اول ماکه جز اولین کسانی بود که به جنگ فراخوانده شد و بدین منظور به جبههٔ فرانسه اعزام گشت. در تاریخ ۲۶ سپتامبر ۱۹۱۴ بود که در هنگام این درگیری‌ها در شامپانی کشته شد.

## برخی آثار

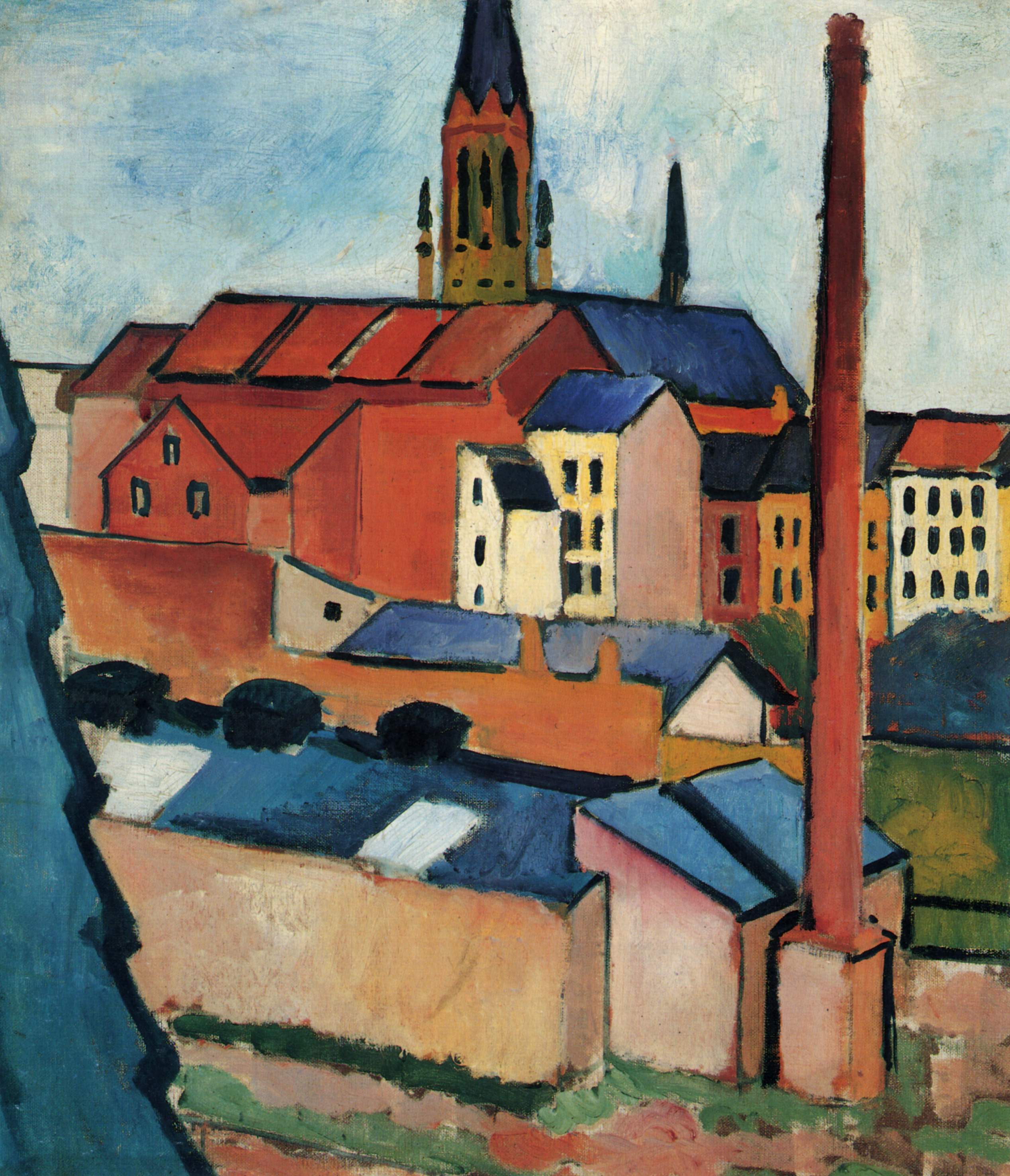
خانه سنت مری و شومینهٔ آن ۱۹۱۱ موزه هنری بن
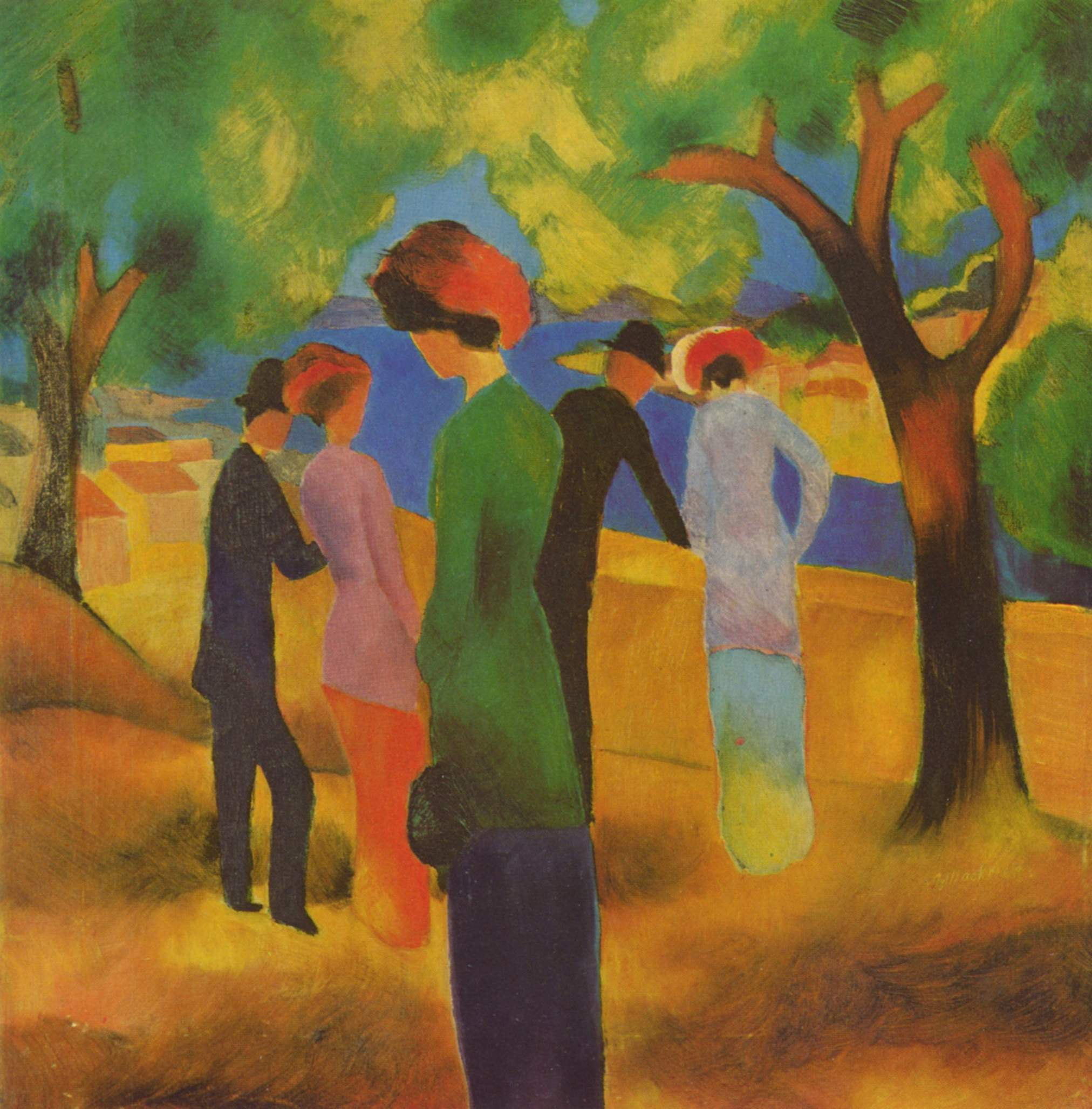
زن در ژاکت سبز ۱۹۱۳، موزه لودویگ، کلن، آلمان
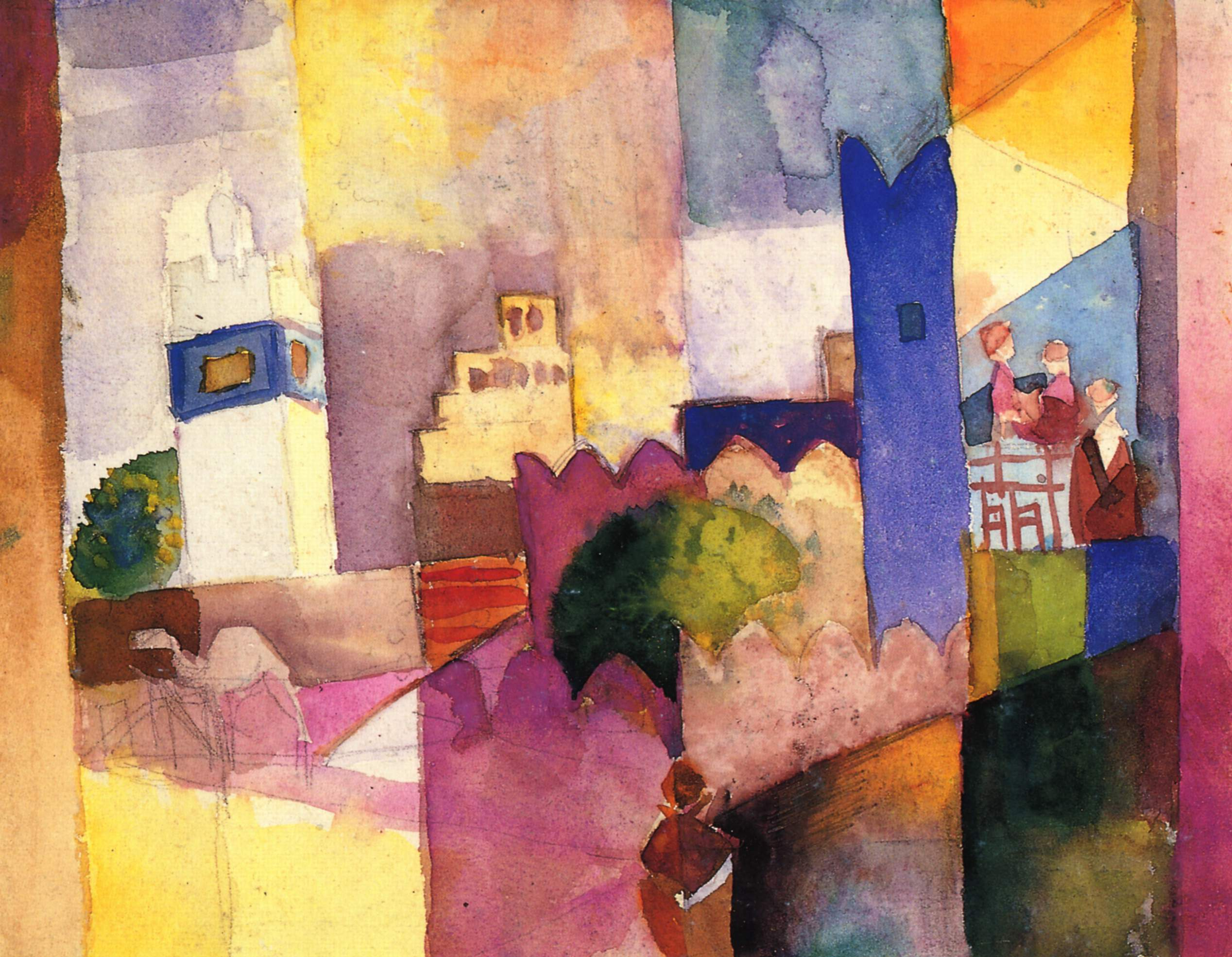
کایروآن (۳)، ۱۹۱۴، آبرنگ مونستر
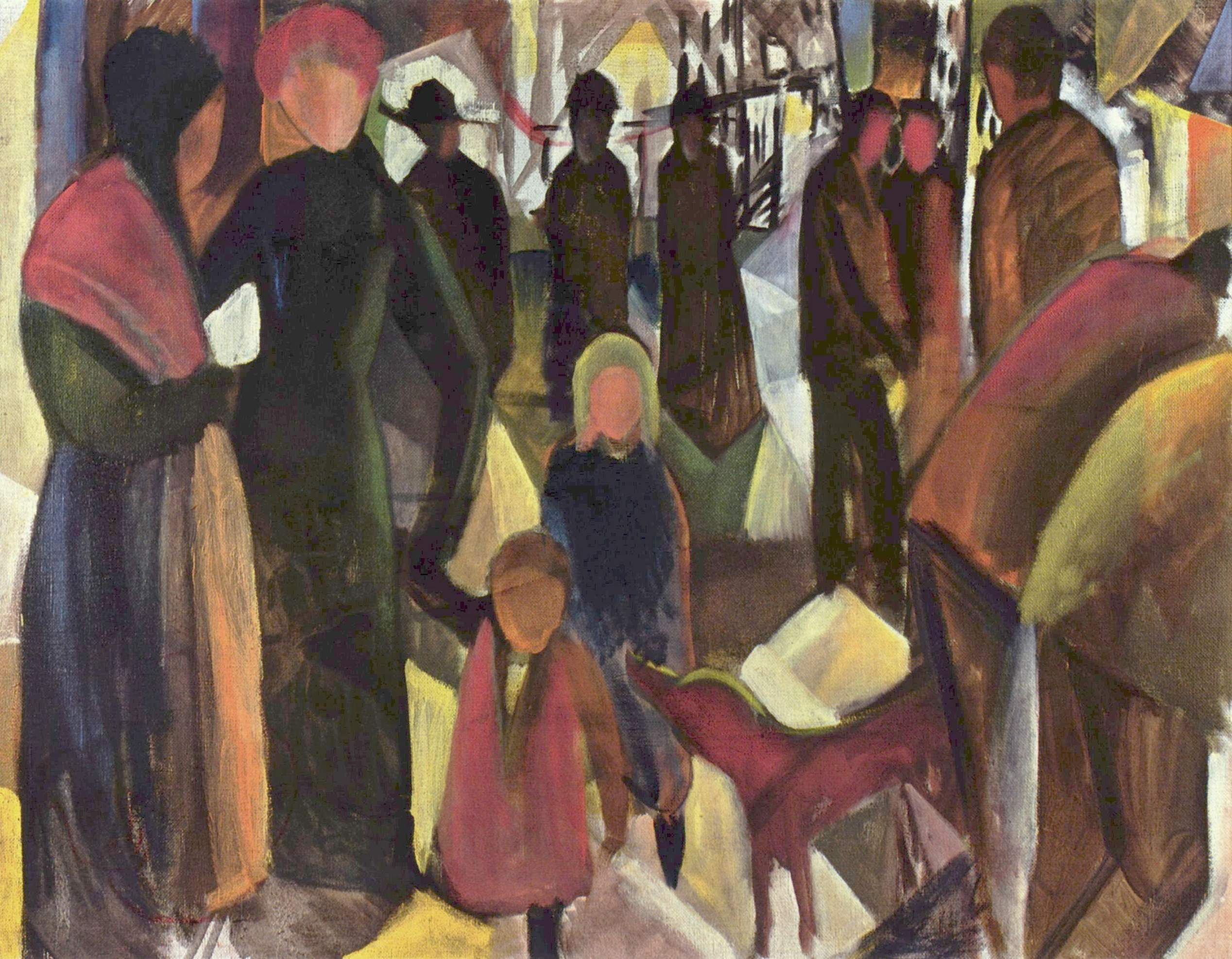
خداحافظی، ۱۹۱۴، موزه لودویگ، کلن، آلمان